# Тебого Моеране
Тебого Моеране (англ. Tebogo Moerane, нар. 7 квітня 1995, Моогопонг) — південноафриканський футболіст, захисник клубу «Бідвест Вітс».
Виступав, зокрема, за олімпійську збірну ПАР.

## Клубна кар'єра
Народився 7 квітня 1995 року в місті Моогопонг. Вихованець футбольної школи клубу «Норт Вест Шайнінг Старс».
У дорослому футболі дебютував 2014 року виступами за команду клубу «Бідвест Вітс», кольори якої захищає й донині.

## Виступи за збірні
2016 року залучався до олімпійської збірної ПАР. У складі збірної — учасник футбольного турніру на Олімпійських іграх 2016 року у Ріо-де-Жанейро.
2015 року дебютував в офіційних матчах у складі національної збірної ПАР. Наразі провів у формі головної команди країни 4 матчі.